# Espurio Furio Medulino Fuso
Espurio Furio Medulino Fuso  fue un político y militar romano, cónsul romano en el año 464 a. C., con Aulo Postumio Albo Regilense como colega, y cónsul sufecto en 453 a. C. Dionisio de Halicarnaso da como praenomen «Servius», en lugar de «Spurius».

## Carrera pública
En 464 a. C., es elegido cónsul, con Aulo Postumio Albo Regilense. Los dos cónsules llevan campañas separadas contra los ecuos, Furio es enviado al territorio de los hérnicos, dejando Roma en manos de Lucio Valerio Potito, nombrado praefectus Urbi.
Su expedición termina mal y se encuentra asediado en su campo, en inferioridad contra los ecuos, que han recibido refuerzos de sus aliados volscos. Roma envía a Tito Quincio Capitolino Barbato al socorro de Furio, un hombre con la experiencia de tres consulados. Furio resulta herido y Publio Furio Medulino Fuso, legado a las órdenes de su padre, es muerto durante los combates. Barbato consigue finalmente llegar al campo asediado y derrota a los ecuos en una batalla encarnizada y salva a Aulo Postumio.
En 453 a. C., una peste devasto Roma. De acuerdo con Dionisio de Halicarnaso, Espurio Furio Medulino Fuso, fue nombrado cónsul sufecto para reemplazar al cónsul Sexto Quintilio Varo, quien murió a causa de la peste. Medulino también murió de peste más tarde ese año.